# Акэбоси
Ёсио Акэбоси (яп. 明星 嘉男 Акэбоси Ёсио, род. 1 июля 1978 года), выступающий как Акэбоси (アケボシ) — японский J-pop и фолк-певец. Наибольшую известность получил после песни «Wind» из дебютного мини-альбома STONED TOWN, ставшую одной из музыкальных тем аниме «Наруто». В 2002 году она заняла десятое место в двадцатке лучших аниме-песен по версии журнала «Animage».

## Карьера
Акэбоси родился в Иокогаме. В возрасте тринадцати лет он выучился игре на фортепиано, а затем и на гитаре. Он получил музыкальное образование в Ливерпуле, попав под сильное влияние европейской музыки.
Свои собственные песни Акэбоси начал писать в 1999 году, а за год до дебюта, записал две песни для альбома Такако Мацу A piece of Life. В 2002 году он выпустил свой первый мини-альбом Stoned Town с заглавной песней Wind, которая стала первым эндингом к аниме Naruto и заняла десятое место в двадцатке лучших аниме-песен по версии журнала Animage.
Через год он выпустил свой следующий мини-альбом White Reply в котором присутствуют элементы электроники. Спустя ещё год, в 2004 году, музыкант выпустил ещё один мини-альбом Faerie Punks, который тоже стал успешным. В то же время Ёсио вновь поработал вместе с Такако Мацу над её синглом Toki no Fune, две песни в котором написал Ёсио.
В 2005 году вышел первый полноценный одноимённый альбом — Akeboshi, который оказался последним релизом под крылом лейбла DA・LEMANS RECORDS.
В 2007 году, он выпустил мини-альбом Colorful Drops, уже под началом лейбла-гиганта Sony Music Japan. В том же году на свет появился второй альбом Meet Along the Way.
В июне 2008 вышел альбом-компиляция Roundabout, данный альбом не содержит новых песен, но в него вошли несколько ранее не издававшихся, концертных записей его самых популярных песен. В то же время Акэбоси написал заглавную песню для кино Gururi no koto. Затем музыкант прерывает свою музыкальную деятельность на три года.
В 2012 было объявлено, что скоро планируется новый мини-альбом, выход которого намечен на конец 2012 года. Им стал Start Forming The Words, который как по названию, так и по содержанию является «переосмыслением» в творчестве Akeboshi. В мини-альбоме добавлены элементы электронной музыки, а если быть точнее, то элементы эмбиента. После выпуска Start Forming The Words Акэбоси дал несколько концертов, билеты на которые расходились как «горячий рамэн».
Спустя два года, уже в 2014-м, неожиданно для всех на свет выходит полноформатный альбом After The Rain Clouds Go, в котором, повторяя Start Forming The Words, присутствуют элементы эмбиента. Альбом сильно отличается от его предшественников, а именно от альбомов Meet Along The Way и одноимённого Akeboshi. А в конце августа 2014 года южно-корейским ценителям творчества Акэбоси стало известно, что музыкант выступит на корейском фолк-фестивале Gwangju Sajik World Folk Festival.

## Дискография

### Альбомы
1. «Wind»
2. «Night and day»
3. «Hey there»
4. «No wish»
5. «Akikaze no uta» (яп. 秋風のうた)
6. «Haikyo no Sofa» (яп. 廃墟のソファ)
7. «A nine days' wonder»
8. «White reply»
9. «Faerie punks»
10. «Morning high»
11. «Tall boy»
12. «The audience»
13. «Kamisama no shitauchi» (яп. 神様の舌打ち)
14. "Toki no fune" (яп. 時の舟 Ship of Time) (Bonus Track)

1. «Sky In The Pond»
2. «The Cliff»
3. «Yellow bird»
4. «Broken bridge»
5. «Seeds»
6. «shadow of the wind»
7. «Green eyes»
8. «Village Stone»
9. «Mercury is rising»
10. «Diamond Dust»
11. «coille gan crann»
12. «Close my door»
13. «Fukurou» (яп. フクロウ Owl)

1. «Leaf on Leaf»
2. «Sky in the pond»
3. «One step behind the door»
4. «Along the Line»
5. «Peruna»
6. «Yellow Moon»
7. «Rusty lance»
8. «Sounds»
9. «Hey There» (Live)
10. «Seeds» (Live)
11. «Wind» (Live)
12. «A Nine Days' Wonder» (Live)

1. Usual Life	4:33
2. Beat The Snow	3:21
3. Tiny Rainbows	3:41
4. Drifting Sounds	3:17
5. Fragments Of Memory	4:50
6. Meltwater	4:21
7. 曇り夜空	4:50
8. Break The Spell	4:07
9. 夢中で夢の中	4:06
10. Standing On The Line	3:27
11. Messed Up Mind

### Мини-альбомы

#### Stoned Town
Stoned town был выпущен 8 августа 2002 года.
1. «Wind»
2. «Akikaze no Uta» (Song of the Autumn Wind)
3. «No wish»
4. «Haikyo no Sofa» (Sofa in a Ruin)

#### White reply
White reply вышел 18 июня 2003 года. 13 мая того же года была выпущена расширенная версия этого альбома, включаяющая песню «Not real».
1. «Tall boy»
2. «Morning high»
3. «White reply»
4. «Money»

#### Faerie punks
Faerie punks вышел 10 марта 2004 года.
1. «Hey there»
2. «Night and day»
3. «Kamisama no shitauchi» (яп. 神様の舌打ち)
4. «Faerie punks»

#### Yellow Moon
Yellow Moon вышел 19 апреля 2006 года. Песня "«Yellow Moon» также была использована в качестве закрывающей композиции «Наруто».
1. «Yellow Moon (edit)»
2. «Peruna»
3. «One step behind the door»
4. «Hanabi» (яп. 花火 Fireworks)
5. «Yellow Moon»
6. «Deep end»

#### Colorful Drops
«Colorful Drops» был выпущен 22 августа 2007 года.
1. «Along the Line»
2. «leaf on leaf»
3. «Fukurou» (яп. フクロウ Owl)
4. «Quiet Garden»

#### Start forming the words
«Start forming the words» был выпущен 15 июня 2012 года. В альбоме появилось множество элементов эмбиента.
1. «Standing On The Line»
2. «Kumori Yozora ~曇り夜空~ (Studio Live Ver.)»
3. «Mienai Kabe ~見えない壁~ (Studio Live Ver.)»
4. «Messed Up Mind»